# Zilla qinghaiensis
Zilla qinghaiensis är en spindelart som beskrevs av Hu 200. Zilla qinghaiensis ingår i släktet Zilla och familjen hjulspindlar. Inga underarter finns listade i Catalogue of Life.